# Крефелд
Крефелд (до 1929. Crefeld) град је у севрозападној Немачкој, у савезној држави Северна Рајна-Вестфалија. Налази се на левој обали Рајне, северозападно од Диселдорфа и југозападно од Дуизбурга. Крефелд је са 236.516 становника (2007) један од немачких градова средње величине.

## Географија
Град се налази на надморској висини од 23 - 87 метара. Површина општине износи 137,8 km².

## Становништво
У самом граду је, према процјени из 2010. године, живјело 235.414 становника. Просјечна густина становништва износи 1.709 становника/km².

## Историја
У римско доба овде се налазило утврђење Гелдуба. Град Крефелд се први пут помиње 1105. под именом Кринвелде. Суседни град Ирдинген, основан 1255, је у средњем веку био значајнији од Крефелда, али је уништен у Тридесетогодишњем рату.
У 18. и 19. веку Крефелд је био центар производње свиле, па га називају и „град свиле“. Од 1929. уједињен је са Ирдигеном у Крефелд-Ирдинген. Од 1940. име града је само Крефелд. Град је поново увећан 1975.